# 施特菲·约内斯
施特菲·约内斯（德語：Steffi Jones，1972年12月22日—），德国女子足球运动员，场上位置是后卫。她曾代表德国国家队参加2000年和2004年夏季奥林匹克运动会足球比赛，获得二枚铜牌。